# Harent
Harent is een gehucht van het dorp Rijmenam, deelgemeente van Bonheiden. Vroeger was het een bekend bedevaartsoord tegen koorts.
Harent was een van de vele heidegehuchten die Bonheiden en Rijmenam telden. Nu bestaat de omgeving van Harent vooral uit dennenbossen.
Harent telt twee grote kapellen: de Heilige Geest-kapel en de Mariakapel, meestal gewoon het kapelleke van Harent genoemd. Deze kapel werd in 1965 herbouwd. In vroegere tijden kwamen heel wat zieken uit het Mechelse naar die kapel om van hun koorts te genezen. Onze-Lieve-Vrouw van Harent zou hen uit hun lijden verlossen als ze een kledingstuk in een nabijgelegen boom bonden. Tot in de jaren '40 zag je nog regelmatig kledingstukken in bomen hangen rondom de kapel. Ook richtte men hier elk jaar de meiboom op en kwamen schoolkinderen van Rijmenam en Peulis hier kaarsen branden ter ere van Maria.